# Zonopimpla lizanoi
Zonopimpla lizanoi là một loài tò vò trong họ Ichneumonidae.